# Ectropothecium protractulum
Ectropothecium protractulum là một loài Rêu trong họ Hypnaceae. Loài này được (Müll. Hal.) Broth. mô tả khoa học đầu tiên năm 1897.